# Endrick
Endrick Felipe Moreira de Sousa (født 21. juli 2006), kendt som bare Endrick, er en brasiliansk fodboldspiller, der spiller for La Liga-klubben Real Madrid og det brasilianske landshold.

## Ungdom
Endrick blev født i Taguatinga, Distrito Federal med en bror og en søster.
Hans far, Douglas de Sousa Silva Ramos, var en fodboldspiller. Endrick’s mor var arbejdsløs og hjemmeløs, så Endrick og hans søskende skulle bo i en børnehjem.
Endrick begyndte at spille fodbold, da han var 4 år gammel. Da han var barn, støttede han Real Madrid og idoliseret Ronaldo Nazario.

## Karriere

### Palmeiras
Endrick skiftede til Palmeiras’ ungdomshold, da han var 11. I de næste 5 år, scorede han 165 mål i 169 kampe for Palmeiras’ ungdomshold.
Endrick spillede sin seniordebut den 6. oktober 2022 mod Coritiba. Den 25. oktober 2022 scorede han to mål mod Atlético Paranaense, og blev den anden yngste målscorer i Série A’s historie.

### Real Madrid
Den 15. december 2022 blev det offentliggjort, at Endrick skulle skifte til Real Madrid, da han blev 18.